# Kamienica przy ul. Floriańskiej 38 w Krakowie
Kamienica przy ulicy Floriańskiej 38 w Krakowie, Kamienica Głowińska – kamienica zaadaptowana na trzygwiazdkowy Hotel Floryan. Położona w ścisłym centrum Krakowa przy ulicy Floriańskiej 38.
Kamienica, w której mieści się hotel pochodzi z XVI wieku. W ciągu wieków należała do znanych krakowskich mieszczan. Od nazwiska jednego z nich – Andrzeja Głowy zwana była głowinską. Budynek miał wówczas wejście od piwnicy z ulicy, po czterech kamiennych stopniach, sień brukowana kamieniami oraz kamienne schody. W XVIII wieku budynek stał się własnością Piotra Bianchi, podczaszego litewskiego i jego żony Salomei z Karskich. W obecnych czasach, po generalnym remoncie i modernizacji, dawne mieszkania zaadaptowano na potrzeby hotelu, natomiast w odsłoniętych renesansowych piwnicach mieści się restauracja.